# Kerkerkapelle (Babenhausen)

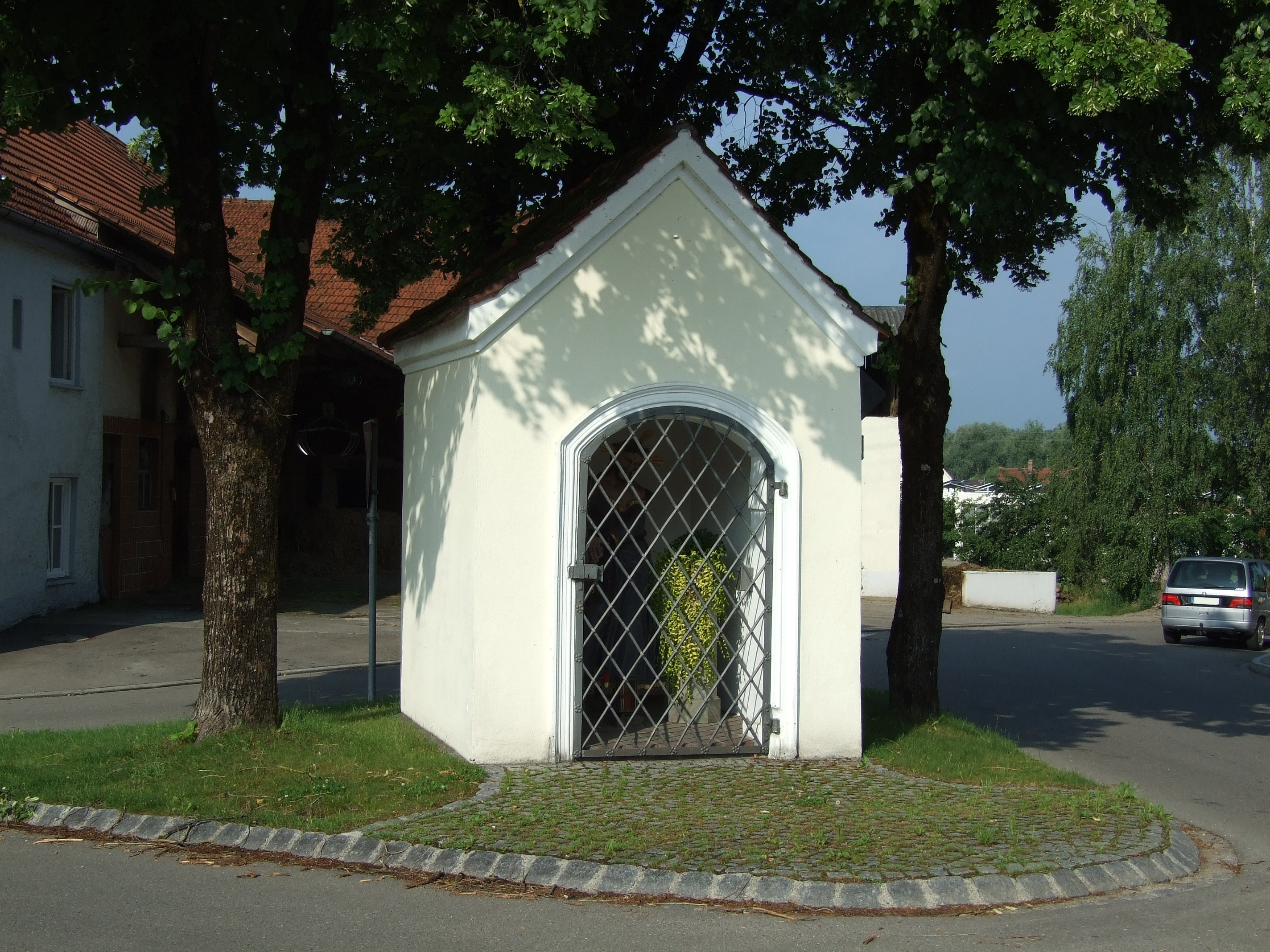
Kerkerkapelle in Babenhausen

Die Kerkerkapelle im schwäbischen Babenhausen, einer Gemeinde im Landkreis Unterallgäu in Bayern, besteht aus einem im 18. Jahrhundert errichteten rechteckigen Gebäude. Die denkmalgeschützte Kapelle steht an der Clemens-Hofbauer-Straße und ist mit seinem segmentbogigen Schluss in südlicher Richtung geschlossen. Auf der Nordseite ist die von Profilen umgebene Stichbogenöffnung durch eine Gittertür verschlossen. An der Traufe und am Giebel verlaufen profilierte Gesimse. Das Innere besteht aus einer flachen Tonnenwölbung. Die Kapelle beherbergt eine gefasste Holzfigur eines lebensgroßen Heilands an der Geißelsäule aus dem zweiten Viertel des 18. Jahrhunderts.